# Théodore Flournoy
Théodore Flournoy, född 15 augusti 1854, död 5 november 1920, var en fransk-schweizisk psykolog.
Flournoy var från 1891 professor vid universitetet i Genève. Han tillhörde den positivistiska riktning inom psykologin, som önskade skilja ämnet från både metafysik och filosofi och utgav 1890 Métaphysique et psychologie (andra upplagan 1919). Enligt Flournoy skulle psykologin genomföra sina forskningsuppgifter som en mätande och experimentellt arbetande erfarenhetsvetenskap. Han såg därigenom den psykofysiska parallellteorin som arbetshypotes och såg determinismen som den enda vetenskapligt hållbara uppfattningen. Sin egentliga berömmelse vann Flouroy genom sina forskningar inom  somnambulismens och religionspsykologins fält. Inom det förra området med sin studier över fallet Hélène Smith i Des Indes à la planète Mars (1900), på det senare med avhandlingar i det av honom tillsammans med Édouard Claparède grundade Archives de psychologie, särskilt studien över Mlle Vé. Une mystique moderne (1915).